# Márványos bagolyfecske
A márványos bagolyfecske (Podargus ocellatus) a madarak osztályának lappantyúalakúak rendjébe, ezen belül a bagolyfecskefélék (Podargidae) családjába tartozó faj.

## Rendszerezése
A fajt Jean René Constant Quoy és Joseph Paul Gaimard írták le 1830-ban.

## Alfajai
- Podargus ocellatus intermedius Hartert, 1895
- Podargus ocellatus marmoratus Gould, 1855
- Podargus ocellatus meeki Hartert, 1898
- Podargus ocellatus ocellatus Quoy & Gaimard, 1830
- Podargus ocellatus plumiferus Gould, 1846[2]

## Előfordulása
Új-Guinea szigetén, Indonézia és Pápua Új-Guinea területén, valamint Ausztrália északi és keleti részén honos.
Természetes élőhelyei a szubtrópusi vagy trópusi síkvidéki és hegyi esőerdők, valamint ültetvények. Állandó, nem vonuló faj.

## Megjelenése
Testhossza 48 centiméter, testtömege 130–180 gramm. Tollazata szürke vagy vörösbarna.
|  |

## Életmódja
Napközben mélyen alszik, többnyire egy levéltelen ágon ülve. Színezete szinte tökéletesen beleolvad környezetébe. Csak sötétedés után ébred fel és indul élelem után. Az ágakon kapaszkodva szedi össze rovarokból álló táplálékát. Néha a levegőben is elkapja zsákmányát, de csak a lassú röptű rovarokat éri utol.

## Szaporodása
A költőpár fán vagy bokron építi fészkét, mely csupán néhány gallyból és kéregdarabból áll. A tojó 1-3 tojást rak, amelyeket a hímmel felváltva költ ki 30 nap alatt. A fiókákat többnyire a hím egyedül neveli fel.

## Természetvédelmi helyzete
Az elterjedési területe nagyon nagy, egyedszáma ugyan csökken, de még nem éri el a kritikus szintet. A Természetvédelmi Világszövetség Vörös listáján nem fenyegetett fajként szerepel.